# TGV Réseau
La primera composición Réseau (TGV-R) empezó a funcionar en 1993. 50 composiciones bi-tensión fueron encargadas en 1990 y otras 40 tri-tensión en 1992 y 1993. Diez de los trenes tri-tensión componen Thalys y son también conocidos como Thalys PBA (Paris Bruxelles Amsterdam). También utilizan las tensiones estándar de Francia y las tensiones de la zona fronteriza de Bélgica con Francia 3 kV CC, el resto de Bélgica a 25 kV CA, y Holanda a 1'5 kV CC, Sucede al TGV Atlantique.
Están formados por 2 motrices en los extremos que administran una potencia de 8.800 kW a 25 kV, como el TGV Atlantique, y 8 remolques de pasajeros, que suponen una capacidad de 377 plazas sentadas. La velocidad máxima es de 320 km/h. Tienen 200 m de longitud y una anchura de 2,9 m. Las configuraciones bi-tensión tienen un peso de 383 toneladas y las configuraciones tri-tensión habilitadas para circular en Bélgica tienen una serie de modificaciones, para respetar la máxima carga por eje de las líneas de ese país, entre las modificaciones se ha sustituido el acero por aluminio, en ejes huecos reduciendo la masa a 17 tm/eje.
Debido a las quejas de la incomodidad de los cambios de presión cuando se entra a gran velocidad en los túneles de la LGV-Atlantique, las composiciones Réseau ahora tienen un aislamiento de presión.
- Datos: Q928468
- Multimedia: TGV Réseau / Q928468